# 3669 Vertinskij
3669 Vertinskij este un asteroid din centura principală, descoperit pe 21 octombrie 1982 de Liudmila Karacikina.